# Sebastian Anton Homfeld
Sebastian Anton Homfeld (* 11. September 1688 in Aurich; † 20. Mai 1761 ebenda) war ein Jurist, preußischer Direktorialrat im niederrheinisch-westfälischen Reichskreis und von Juni 1744 bis 1759 preußischer Kanzler Ostfrieslands. Er war seit 1719 mit Christine Juliane Rüssel, der Tochter des ostfriesischen Kanzlers Enno Wilhelm Rüssel, verheiratet und hatte mit ihr sieben Kinder.

## Leben
Homfeld wuchs als Mitglied einer in Aurich und im Rheiderland weitvernetzten Familie von Beamten und Grundeigentümern auf. Sein Vater war der Advokat Peter Homfeld in Aurich und der Großvater der Ditzumer Vogt Hans Homfeld, bis 1693 im Dienst des Fürsten Christian Eberhard von Ostfriesland. 1711 schloss er sein Studium der Rechtswissenschaften in Groningen mit der Promotion ab und ließ sich anschließend als Advokat in Emden nieder. Seit 1720 war er Amtmann und Gerichtsverwalter für die Herrlichkeit Jennelt. Zudem wurde er 1721 Syndikus der ostfriesischen Landstände. Fortan kämpfte er mit juristischen Mitteln für die „akkordgemäße, altständische Freiheit“. Damit stand er im Gegensatz zu der vom fürstlichen Kanzler Enno Rudolph Brenneysen vertretenen absolutistischen Haltung. Sein erster Kampf galt den kaiserlichen Dekreten vom 18. August 1721, mit denen Kaiser Karl VI. auf Klagen des Fürsten Georg Albrecht reagierte. Karl räumte dem Fürsten darin die Oberaufsicht über die Verwendung und Abrechnung der Landesgelder ein, worin die Stände einen Widerspruch zu alten Landesverträgen, etwa dem Osterhusischen Akkord sahen. Zu dieser Zeit wurden die Weichen für die Machtübernahme Preußens in Ostfriesland gestellt. Verhandlungen, bei denen Homfeld eine maßgebliche Rolle spielte. Die renitenten Stände erhofften sich von Preußen die Wiederherstellung altständischer Rechte, falls nach dem Aussterben des einheimischen Fürstenhauses Ostfriesland an Preußen fallen sollte. Zu diesem Zweck weilte Homfeld erstmals 1724 in Berlin.
Die Auseinandersetzung um die Steuerhoheit gipfelte schließlich 1725–1727 in einem Bürgerkrieg, dem so genannten Appell-Krieg. Homfeld, obwohl als Lutheraner geboren, gehörte hierbei zur renitenten Partei und war zum Calvinismus übergetreten. Nach mehreren Gefechten endete der Krieg mit einer Niederlage der so genannten renitenten Stände um die Stadt Emden, die vom Fürsten hart bestraft wurden. Homfeld wurde auf Verlangen der fürstlichen Regierung von einer kaiserlichen Kommission die Advokatur entzogen. Ab 1733 war Homfeld preußischer Direktorialrat im niederrheinisch-westfälischen Reichskreis. In dieser Funktion versuchte er, die Preußische Anwartschaft auf Ostfriesland weiter zu legitimieren, die seit 1694 durch eine von Kaiser Leopold I. ausgestellte Exspektanz für den Fall fehlender männlicher Erben möglich war.
Geschickt agitierte Homfeld dabei auch mit den Ständen, denen er vermittelte, Preußen würde die mittelalterliche Ständefreiheit wiederherstellen. Ob er selbst daran glaubte, ist nicht überliefert. Nach und nach gelang es ihm die Stadt Emden, die sich spätestens seit der Emder Revolution von 1595 eher den Niederlanden zugeneigt fühlte, für seine Position zu gewinnen.
Homfeld wurde somit zum wichtigsten Vertreter preußischer Interessen in Ostfriesland. So lagen bei ihm und dem Kommandanten des preußischen Bataillons in Emden schon nach dem Tod Georg Albrechts im Jahre 1734 Besitzergreifungspatente, obwohl dessen Sohn Carl Edzard gerade einmal 20 Jahre alt war, als er die Regierungsgeschäfte in Ostfriesland übernahm.
Spätestens ab 1740 setzten die Stände und die Stadt Emden für den Fall des Aussterbens des einheimischen Grafen und Fürstenhauses der Cirksena auf den Übergang der Herrschaft in Ostfriesland auf Preußen. Dazu sollte ein Vertragswerk geschaffen werden, das die preußische Anwartschaft anerkannte. Die wirtschaftliche Position Emdens sollte durch Schutzmaßnahmen und Förderungen gestützt und die bestehenden Privilegien (etwa das Stapelrecht) der Stadt bestätigt werden. Die Verhandlungen auf preußischer Seite führte dabei Homfeld, der am 8. November 1740 ein erstes Gutachten über die Verfahrensweise beim Eintritt des Erbfalls vorlegte.
Nach anfänglichen Schwierigkeiten kam es am 14. März 1744 zum Abschluss von zwei Verträgen, die zusammenfassend als Emder Konvention bezeichnet werden. Zum einen war dies die Königliche Special-Declarations- und Versicherungsakte, zu anderen die Agitations- und Konventionsakte, in der vornehmlich wirtschaftliche Regelungen getroffen wurden. Damit war das Land für die preußische Besitzergreifung vorbereitet, obwohl der junge Fürst bei bester Gesundheit war und dessen Frau ein Kind erwartete – also einen Erben. Im Mai erlitt sie aber eine Fehlgeburt, was die letzte Phase der von Homfeld vorbereiteten preußischen Landnahme einleitete.
Am 23. Mai 1744 erklärte Homfeld in einer Denkschrift, der Fürst sei krank und deutete an, er könne bald sterben, weshalb der Erbfall nun eintreten könne. Nur zwei Tage später, am 25. Mai 1744 starb Carl Edzard als letzter souveräner Fürst von Ostfriesland, angeblich nach dem Genuss eines Glases Buttermilch gut eine Woche zuvor. Die näheren Umstände seines Todes, ob natürlich oder nicht, sind nicht mehr aufzuklären.
Unmittelbar darauf machte König Friedrich II. von Preußen sein Nachfolgerecht geltend, das in der Emder Konvention geregelt war. Er ließ Ostfriesland, von Emden ausgehend, ohne Widerstand besetzen, worauf am 23. Juni das Land der Krone huldigte. Die Landeshauptstadt Aurich blieb Sitz der Landesbehörden, erhielt eine Kriegs- und Domänenkammer und wurde Regierungshauptstadt der preußischen Provinz Ostfriesland. Trotz des Widerstands des Kurfürstentums Braunschweig-Lüneburg, das eigene Ansprüche geltend machte, setzte sich Preußen im Bemühen um Ostfriesland durch.
Homfeld wurde für die Vertretung preußischer Interessen im Juni 1744 zum Kanzler und Leiter der Ostfriesischen Regierung ernannt, was ihn nominell zum ranghöchsten Beamten der nun preußischen Provinz machte. Ein wichtiger Teil der Macht im Lande lag jedoch bei der konkurrierenden, mit preußischen Beamten besetzten Kriegs- und Domänenkammer, was in der Folgezeit vor allem auf Betreiben Homfelds, der die Behörde als nicht gleichberechtigt anerkennen wollte, immer wieder zu Spannungen führte. Deshalb hatte der Leiter der Kriegs- und Domänenkammer, der Kammerdirektor Bügel, bereits 1746 vorgeschlagen, Homfeld in eine andere Provinz zu versetzen, was 1748 darin endete, dass Homfeld nach Berlin beordert wurde, um dort mit den Behörden über die Regulierung „allerhand ostfriesländischer Angelegenheiten“ zu beraten. Homfeld war so als einflussreichster Vertreter ständischer Interessen in Ostfriesland bis 1749 kaltgestellt. Zurück in Ostfriesland fiel Homfeld durch schleppende Arbeitshaltung auf. So verzögerte er zum Beispiel die anstehende Justizreform, die Einführung des Codex Fridericianum oder die Vereinigung von Hofgericht und Regierung. 1751 wurde deshalb Christoph Friedrich von Derschau und nicht er erster preußischer Regierungspräsident von Ostfriesland. Nach weiteren Auseinandersetzungen und einem schweren Verweis wegen des Verhaltens durch das Justizdepartement im Jahre 1758 und einem, schließlich nicht mehr zustande gekommenen, Prozess wegen Untreue wurde Homfeld 1759 aufs Altenteil verwiesen.